# Karen Ludwig
Karen Ludwig (San Francisco, 9 ottobre 1942) è un'attrice e regista statunitense.

## Biografia
É famosa soprattutto per i film Manhattan (1979), Quel momento imbarazzante (2014), e Thirteen Days (2000). Ha studiato recitazione alla HB Studio nel Greenwich Village, a New York City. Ludwig ha diretto diverse commedie per vari teatri a New York City, come la NYU School of the Arts, la Ensemble Studio Theater, la Circle Rep e la HB Playwright's Theater. Inoltre ha insegnato recitazione e regia per 7 anni alla USC School for Cinema/TV, U.C.L.A., NYU Film School, e Tisch School of the Arts.

## Filmografia

### Cinema
- You've Got to Walk It Like You Talk It or You'll Lose That Beat (1971)
- Manhattan (1979)
- Dear Mr. Wonderful, regia di Peter Lilienthal (1982)
- Lettere d'amore (Stanley & Iris), regia di Martin Ritt (1990)
- California Myth (1997)
- Stranger in My House (1999)
- Thirteen Days (2000)
- The Fields (2011)
- Quel momento imbarazzante (That Awkward Moment), regia di Tom Gormican (2014)

### Televisione
- The Dain Curse - serie TV (1978)
- Murphy Brown - serie TV (1992)
- Citizen Cohn - serie TV (1992)
- California - serie TV (1992 - 1993)
- Dream On - serie TV (1994)
- Chicago Hope - serie TV (1995)
- E.R. - Medici in prima linea - serie TV (1995)
- Live Shot - serie TV (1995)
- N.Y.P.D. - serie TV (1996)
- Terra promessa - serie TV (1996)
- Cinque in famiglia - serie TV (1997)
- A Match Made in Heaven - film TV (1997)
- In tribunale con Lynn - serie TV (1999)
- Giudice Amy - serie TV (2000)
- The District - serie TV (2003)
- Law & Order: Criminal Intent - serie TV (2003)
- Law & Order - Unità vittime speciali - serie TV (2003 - 2011)
- Conviction - serie TV (2006)
- Law & Order - I due volti della giustizia - serie TV (2006 - 2007)
- Blue Bloods - serie TV (2012)
- Elementary - serie TV (2013)